# San Mateo, Huichapan
San Mateo är en ort i Mexiko.   Den ligger i kommunen Huichapan och delstaten Hidalgo, i den sydöstra delen av landet, 120 km nordväst om huvudstaden Mexico City. San Mateo ligger 2 059 meter över havet och antalet invånare är 135.
Terrängen runt San Mateo är platt åt nordväst, men åt sydost är den kuperad. Runt San Mateo är det ganska glesbefolkat, med 48 invånare per kvadratkilometer. Närmaste större samhälle är Huichapan, 1,4 km söder om San Mateo. I omgivningarna runt San Mateo växer huvudsakligen savannskog.